# 王滋 (嘉靖進士)
王滋（1495年—？），字思益，號台峰，福建延平府南平縣人，軍籍，明朝政治人物。

## 生平
嘉靖四年（1525年）乙酉科福建鄉試第八十四名舉人。嘉靖八年（1529年）中式己丑科會試第二百四十七名，登第三甲第二十三名進士。

## 家族
曾祖王永玉；祖父王仲榮；父王鎮，母朱氏。重庆下。